# Купша, Станислав Францевич
Станислав Францевич Купша (пол. Stanisław Kupsza; 6 июня 1904 — ?) — полковник вооружённых сил СССР и Народного Войска Польского.

## Биография
Станислав Францевич Купша родился 6 июня 1904 года. Окончил 9 классов средней школы. Учился в Московской школе младших командиров с сентября 1923 по август 1926 года. До июля 1939 года служил в 68-м стрелковом полку (Ахтырка), командир учебного взвода, роты, начальник штаба и командир батальона (имел звание капитана РККА). С июля 1939 по июнь 1941 года командир батальона и заместитель командира по строевой подготовке в 292-м стрелковом полку 137-й стрелковой дивизии, участник Польского похода РККА.
В 1941 году окончил курсы старших командиров в Харькове. Командир 49-го запасного стрелкового полка с июня 1941 по сентябрь 1943 года в 7-й запасной стрелковой бригаде, Солнечногорск. С 3 февраля по 10 июня 1944 года — командир 468-го стрелкового полка в 111-й стрелковой дивизии 2-го формирования, 2-й Украинский фронт.
В июне 1944 года направлен в Народное Войско Польское, назначен заместителем командира по строевой подготовке 2-й пехотной дивизии имени Генрика Домбровского. Участник сражений под Пулавами, Варкой и Варшавой. 10 августа 1944 года произведён в полковники Красной Армии. Заместитель командира по строевой подготовке 3-й пехотной дивизии имени Ромуальда Траугутта с января по май 1945 годов. Участник сражения за Кольберг. С 4 мая 1945 года — командир 5-й пехотной дивизии, с ней участвовал в Пражской операции. После войны нёс службу на западной границе Польши. В январе 1946 года принял командование 2-й Варшавской пехотной дивизией. В 1947 году руководитель акции охранно-пропагандистских групп в Келецком воеводстве.
Службу в Польше закончил в сентябре 1948 года. Отмечен польскими орденами Virtuti Militari V степени, «Крестом Грюнвальда» III степени, Крестом Храбрых и Золотым Крестом Заслуги, медалями «За Варшаву 1939—1945» и «За Одру, Нису и Балтику». Награждён дважды орденом Красного Знамени, орденом Отечественной войны I степени, медалями «За взятие Берлина» и «За победу над Германией».